# Tupolev ANT-9
Dimensions
Le Tupolev ANT-9 est un avion de ligne  soviétique qui servit aussi d'avion de transport et d'avion d'évacuation sanitaire. Il servait pour des vols internationaux et interne à l'Union soviétique. Initialement, il est trimoteur, équipé de trois Wright Whirlwind importés des Etats-Unis, des versions bimoteurs font ensuite leur apparition, équipés du Mikouline M-17.